# مجلس نواب كنتاكي
مجلس نواب كنتاكي (بالإنجليزية: Kentucky House of Representatives)‏ هو مجلس النواب التشريعي لولاية كنتاكي الأمريكية، يقع المقر الرئيسي له في فرانكفورت، كنتاكي، وهو المجلس الأدنى في جمعية كنتاكي العامة.

## طالع أيضًا
- جمعية كنتاكي العامة